# França na Copa do Mundo FIFA de 2018

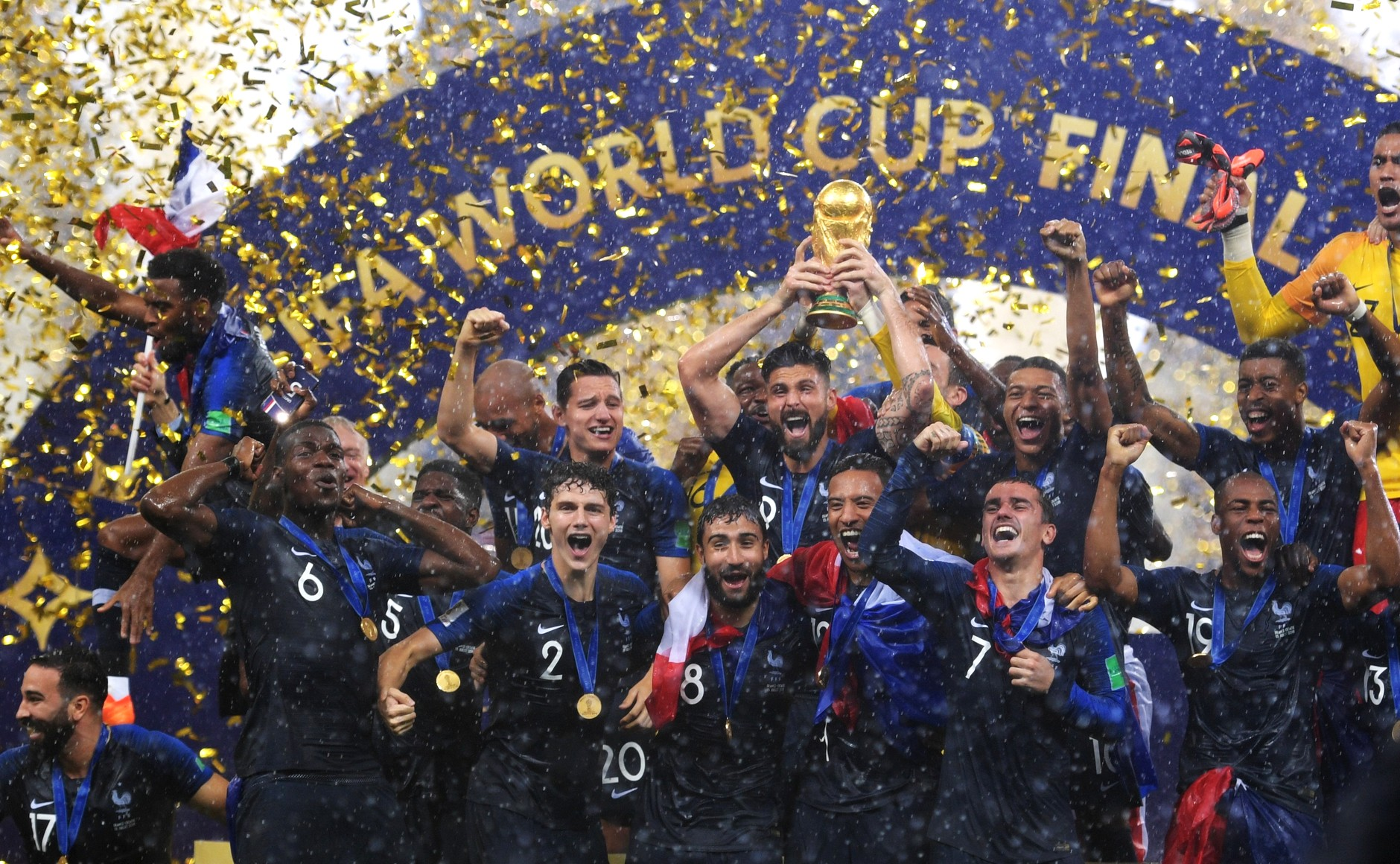
Jogadores erguendo a taça.

A Seleção Francesa de Futebol foi uma das 32 participantes da Copa do Mundo FIFA de 2018, realizada na Rússia onde conquistou o Bicampeonato Mundial.

## Uniformes
- 1º - Camisa azul, calção branco e meias vermelhas;
- 2º - Camisa branca, calção azul e meias brancas.

| 1° | 2° | Alternativo |

## Eliminatórias
| Pos | Equipe        | Pts | J  | V | E | D | GP | GC | SG  | Classificado                              |  | FRA | SWE | NED | BUL | LUX | BLR |
| --- | ------------- | --- | -- | - | - | - | -- | -- | --- | ----------------------------------------- |  | --- | --- | --- | --- | --- | --- |
| 1   | França        | 23  | 10 | 7 | 2 | 1 | 18 | 6  | +12 | qualificadas para a Copa do Mundo de 2018 |  | —   | 2–1 | 4–0 | 4–1 | 0–0 | 2–1 |
| 2   | Suécia        | 19  | 10 | 6 | 1 | 3 | 26 | 9  | +17 | qualificadas para a segunda fase          |  | 2–1 | —   | 1–1 | 3–0 | 8–0 | 4–0 |
| 3   | Países Baixos | 19  | 10 | 6 | 1 | 3 | 21 | 12 | +9  | Eliminado                                 |  | 0–1 | 2–0 | —   | 3–1 | 5–0 | 4–1 |
| 4   | Bulgária      | 13  | 10 | 4 | 1 | 5 | 14 | 19 | −5  | Eliminado                                 |  | 0–1 | 3–2 | 2–0 | —   | 4–3 | 1–0 |
| 5   | Luxemburgo    | 6   | 10 | 1 | 3 | 6 | 8  | 26 | −18 | Eliminado                                 |  | 1–3 | 0–1 | 1–3 | 1–1 | —   | 1–0 |
| 6   | Bielorrússia  | 5   | 10 | 1 | 2 | 7 | 6  | 21 | −15 | Eliminado                                 |  | 0–0 | 0–4 | 3–1 | 2–1 | 1–1 | —   |

## Convocados
Os seguintes jogadores foram convocados para a Copa do Mundo FIFA 2018 e para os jogos de preparação.
| Número | Nome             | Posição          | Idade | Jogos | Gols | Clube                  |
| ------ | ---------------- | ---------------- | ----- | ----- | ---- | ---------------------- |
| 1      | Lloris           | Goleiro          | 31    | 100   | 0    | Tottenham Hotspur      |
| 16     | Mandanda         | Goleiro          | 33    | 28    | 0    | Olympique de Marseille |
| 23     | Areola           | Goleiro          | 25    | 0     | 0    | Paris Saint-Germain    |
|        |                  |                  |       |       |      |                        |
| 2      | Pavard           | Zagueiro/Lateral | 22    | 9     | 1    | VfB Stuttgart          |
| 3      | Kimpembe         | Zagueiro         | 22    | 2     | 0    | Paris Saint-Germain    |
| 4      | Varane           | Zagueiro         | 25    | 47    | 3    | Real Madrid            |
| 5      | Umtiti           | Zagueiro         | 24    | 21    | 2    | Barcelona              |
| 17     | Rami             | Zagueiro         | 32    | 35    | 1    | Olympique de Marseille |
| 19     | Sidibé           | Lateral          | 25    | 16    | 1    | Monaco                 |
| 21     | Hernández        | Zagueiro/Lateral | 22    | 8     | 0    | Atlético de Madrid     |
| 22     | Mendy            | Lateral          | 23    | 6     | 0    | Manchester City        |
|        |                  |                  |       |       |      |                        |
| 6      | Pogba            | Meia             | 25    | 56    | 9    | Manchester United      |
| 8      | Lemar            | Meia             | 22    | 13    | 3    | Atlético de Madrid     |
| 12     | Tolisso          | Meia             | 23    | 10    | 0    | Bayern de Munique      |
| 13     | Kanté            | Meia             | 27    | 27    | 1    | Chelsea                |
| 14     | Matuidi          | Meia             | 31    | 69    | 9    | Juventus               |
| 15     | N'Zonzi          | Meia             | 29    | 4     | 0    | Sevilla                |
|        |                  |                  |       |       |      |                        |
| 7      | Griezmann        | Atacante         | 27    | 57    | 21   | Atlético de Madrid     |
| 9      | Giroud           | Atacante         | 31    | 77    | 31   | Chelsea                |
| 10     | Mbappé           | Atacante         | 19    | 19    | 7    | Paris Saint-Germain    |
| 11     | Dembélé          | Atacante         | 21    | 15    | 2    | Barcelona              |
| 18     | Fekir            | Atacante         | 24    | 15    | 2    | Lyon                   |
| 20     | Thauvin          | Atacante         | 25    | 4     | 0    | Olympique de Marseille |
|        |                  |                  |       |       |      |                        |
|        | Didier Deschamps | Treinador        |       |       |      |                        |

## Primeira Fase

### Classificação
| Legenda                                                         |
| --------------------------------------------------------------- |
| Primeiro e segundo colocados do grupo avançam para a fase final |

| Pos | Equipe    | Pts | J | V | E | D | GP | GC | SG | Classificado      |
| --- | --------- | --- | - | - | - | - | -- | -- | -- | ----------------- |
| 1   | França    | 7   | 3 | 2 | 1 | 0 | 3  | 1  | +2 | Fase eliminatória |
| 2   | Dinamarca | 5   | 3 | 1 | 2 | 0 | 2  | 1  | +1 | Fase eliminatória |
| 3   | Peru      | 3   | 3 | 1 | 0 | 2 | 2  | 2  | 0  | Eliminado         |
| 4   | Austrália | 1   | 3 | 0 | 1 | 2 | 2  | 5  | −3 | Eliminado         |

### França vs. Austrália
| 16 de junho   | França                                  | 2 – 1     | Austrália         | Arena Kazan, Cazã                         |
| 13:00 (UTC+3) | Griezmann 58' (pen) · Behich 81' (g.c.) | Relatório | Jedinak 62' (pen) | Público: 41 279 Árbitro: URU Andrés Cunha |

9
| França | Austrália |

| G                | 1  | Hugo Lloris       |     |     |
| LD               | 2  | Benjamin Pavard   |     |     |
| Z                | 4  | Raphaël Varane    |     |     |
| Z                | 5  | Samuel Umtiti     |     |     |
| LE               | 21 | Lucas Hernández   |     |     |
| M                | 12 | Corentin Tolisso  | 76' | 78' |
| M                | 13 | N'Golo Kanté      |     |     |
| M                | 6  | Paul Pogba        |     |     |
| A                | 11 | Ousmane Dembélé   |     | 70' |
| A                | 10 | Kylian Mbappé     |     |     |
| A                | 7  | Antoine Griezmann |     | 70' |
| Substituições:   |    |                   |     |     |
| A                | 9  | Olivier Giroud    |     | 70' |
| A                | 18 | Nabil Fekir       |     | 70' |
| M                | 14 | Blaise Matuidi    |     | 78' |
| Treinador:       |    |                   |     |     |
| Didier Deschamps |    |                   |     |     |

| G                | 1  | Mathew Ryan     |     |     |
| LD               | 19 | Josh Risdon     | 57' |     |
| Z                | 5  | Mark Milligan   |     |     |
| Z                | 20 | Trent Sainsbury |     |     |
| LE               | 16 | Aziz Behich     | 87' |     |
| V                | 15 | Mile Jedinak    |     |     |
| V                | 13 | Aaron Mooy      |     |     |
| M                | 7  | Mathew Leckie   | 13' |     |
| M                | 23 | Tom Rogic       |     | 72' |
| M                | 10 | Robbie Kruse    |     | 84' |
| A                | 11 | Andrew Nabbout  |     | 64' |
| Substituições:   |    |                 |     |     |
| A                | 9  | Tomi Juric      |     | 64' |
| M                | 22 | Jackson Irvine  |     | 72' |
| A                | 17 | Daniel Arzani   |     | 84' |
| Treinador:       |    |                 |     |     |
| Bert van Marwijk |    |                 |     |     |

| Homem do Jogo: FRA Antoine Griezmann Bandeirinhas: URU Nicolás Tarán URU Mauricio Espinosa Quarto árbitro: CHI Julio Bascuñán Quinto árbitro: CHI Christian Schiemann Árbitro assistente de vídeo: ARG Mauro Vigliano Árbitros assistentes de árbitro de vídeo: BOL Gery Vargas ARG Hernán Maidana POR Tiago Martins |

### França vs. Peru
| 21 de junho   | França     | 1 – 0     | Peru | Estádio Central, Ecaterimburgo                               |
| 20:00 (UTC+5) | Mbappé 34' | Relatório |      | Público: 32 789 Árbitro: UAE Mohammed Abdulla Hassan Mohamed |

| França | Peru |

| G                | 1  | Hugo Lloris       |     |     |
| LD               | 2  | Benjamin Pavard   |     |     |
| Z                | 4  | Raphaël Varane    |     |     |
| Z                | 5  | Samuel Umtiti     |     |     |
| LE               | 21 | Lucas Hernández   |     |     |
| V                | 6  | Paul Pogba        | 86' | 89' |
| V                | 13 | N'Golo Kanté      |     |     |
| M                | 10 | Kylian Mbappé     |     | 75' |
| M                | 7  | Antoine Griezmann |     | 80' |
| M                | 14 | Blaise Matuidi    | 16' |     |
| A                | 9  | Olivier Giroud    |     |     |
| Substituições:   |    |                   |     |     |
| M                | 11 | Ousmane Dembélé   |     | 75' |
| M                | 18 | Nabil Fekir       |     | 80' |
| M                | 15 | Steven N'Zonzi    |     | 89' |
| Treinador:       |    |                   |     |     |
| Didier Deschamps |    |                   |     |     |

| G              | 1  | Pedro Gallese       |     |     |
| LD             | 17 | Luis Advíncula      |     |     |
| Z              | 15 | Christian Ramos     |     |     |
| Z              | 2  | Alberto Rodríguez   |     | 46' |
| LE             | 6  | Miguel Trauco       |     |     |
| V              | 23 | Pedro Aquino        | 81' |     |
| V              | 19 | Yoshimar Yotún      |     | 46' |
| M              | 18 | André Carrillo      |     |     |
| M              | 8  | Christian Cueva     |     | 82' |
| M              | 20 | Edison Flores       |     |     |
| A              | 9  | Paolo Guerrero      | 23' |     |
| Substituições: |    |                     |     |     |
| M              | 10 | Jefferson Farfán    |     | 46' |
| Z              | 4  | Anderson Santamaría |     | 46' |
| M              | 11 | Raúl Ruidíaz        |     | 82' |
| Treinador:     |    |                     |     |     |
| Ricardo Gareca |    |                     |     |     |

| Homem do Jogo: Kylian Mbappé Bandeirinhas: Mohamed Al Hammadi Hasan Al Mahri Quarto árbitro: Janny Sikazwe Quinto árbitro: Jerson Dos Santos Árbitro assistente de vídeo: Daniele Orsato Árbitros assistentes de árbitro de vídeo: Abdulrahman Al-Jassim Taleb Al Maari Szymon Marciniak |

### Dinamarca vs. França
| 26 de junho   | Dinamarca | 0 – 0     | França | Estádio Lujniki, Moscou                   |
| 17:00 (UTC+3) |           | Relatório |        | Público: 78 011 Árbitro: BRA Sandro Ricci |

| Dinamarca | França |

| G              | 1  | Kasper Schmeichel   |       |       |
| LD             | 14 | Henrik Dalsgaard    |       |       |
| Z              | 4  | Simon Kjær          |       |       |
| Z              | 6  | Andreas Christensen |       |       |
| LE             | 17 | Jens Stryger Larsen |       |       |
| M              | 8  | Thomas Delaney      |       | 90+2' |
| M              | 13 | Mathias Jørgensen   | 45+3' |       |
| M              | 10 | Christian Eriksen   |       |       |
| A              | 23 | Pione Sisto         |       | 60'   |
| A              | 21 | Andreas Cornelius   |       | 75'   |
| A              | 11 | Martin Braithwaite  |       |       |
| Substituições: |    |                     |       |       |
| A              | 15 | Viktor Fischer      |       | 60'   |
| A              | 12 | Kasper Dolberg      |       | 75'   |
| M              | 18 | Lukas Lerager       |       | 90+2' |
| Treinador:     |    |                     |       |       |
| Åge Hareide    |    |                     |       |       |

| G                | 16 | Steve Mandanda    |  |     |
| LD               | 19 | Djibril Sidibé    |  |     |
| Z                | 4  | Raphaël Varane    |  |     |
| Z                | 3  | Presnel Kimpembe  |  |     |
| LE               | 21 | Lucas Hernández   |  | 50' |
| V                | 13 | N'Golo Kanté      |  |     |
| V                | 15 | Steven N'Zonzi    |  |     |
| M                | 11 | Ousmane Dembélé   |  | 78' |
| M                | 7  | Antoine Griezmann |  | 68' |
| M                | 8  | Thomas Lemar      |  |     |
| A                | 9  | Olivier Giroud    |  |     |
| Substituições:   |    |                   |  |     |
| LE               | 22 | Benjamin Mendy    |  | 50' |
| A                | 18 | Nabil Fekir       |  | 68' |
| A                | 10 | Kylian Mbappé     |  | 78' |
| Treinador:       |    |                   |  |     |
| Didier Deschamps |    |                   |  |     |

| Homem do Jogo: N'Golo Kanté Bandeirinhas: Emerson de Carvalho Marcelo Van Gasse Quarto árbitro: Gianluca Rocchi Quinto árbitro: Mauro Tonolini Árbitro assistente de vídeo: Mauro Vigliano Árbitros assistentes de árbitro de vídeo: Wilton Sampaio Carlos Astroza Tiago Martins |

## Fase Final

### França vs. Argentina
| 30 de junho   | França                                             | 4 – 3     | Argentina                                 | Arena Kazan, Cazã                            |
| 17:00 (UTC+3) | Griezmann 13' (pen) · Pavard 57' · Mbappé 64', 68' | Relatório | Di María 41' · Mercado 48' · Agüero 90+3' | Público: 42 873 Árbitro: IRN Alireza Faghani |

| França | Argentina |

| G                | 1  | Hugo Lloris       |       |     |
| LD               | 2  | Benjamin Pavard   | 73'   |     |
| Z                | 4  | Raphaël Varane    |       |     |
| Z                | 5  | Samuel Umtiti     |       |     |
| LE               | 21 | Lucas Hernández   |       |     |
| M                | 13 | N'Golo Kanté      |       |     |
| M                | 6  | Paul Pogba        |       |     |
| M                | 7  | Antoine Griezmann |       | 83' |
| A                | 10 | Kylian Mbappé     |       | 89' |
| A                | 14 | Blaise Matuidi    | 72'   | 75' |
| A                | 9  | Olivier Giroud    | 90+3' |     |
| Substituições:   |    |                   |       |     |
| M                | 12 | Corentin Tolisso  |       | 75' |
| M                | 18 | Nabil Fekir       |       | 83' |
| M                | 20 | Florian Thauvin   |       | 89' |
| Treinador:       |    |                   |       |     |
| Didier Deschamps |    |                   |       |     |

| G              | 12 | Franco Armani      |       |     |
| LD             | 2  | Gabriel Mercado    |       |     |
| Z              | 17 | Nicolás Otamendi   | 90+3' |     |
| Z              | 16 | Marcos Rojo        | 11'   | 46' |
| LE             | 3  | Nicolás Tagliafico | 19'   |     |
| M              | 15 | Enzo Pérez         |       | 66' |
| M              | 14 | Javier Mascherano  | 43'   |     |
| M              | 7  | Éver Banega        | 50'   |     |
| A              | 22 | Cristian Pavón     |       | 75' |
| A              | 10 | Lionel Messi       |       |     |
| A              | 11 | Ángel Di María     |       |     |
| Substituições: |    |                    |       |     |
| Z              | 6  | Federico Fazio     |       | 46' |
| M              | 19 | Sergio Agüero      |       | 66' |
| M              | 13 | Maximiliano Meza   |       | 75' |
| Treinador:     |    |                    |       |     |
| Jorge Sampaoli |    |                    |       |     |

| Homem do Jogo: Kylian Mbappé Bandeirinhas: Reza Sokhandan Mohammadreza Mansouri Quarto árbitro: Julio Bascuñán Quinto árbitro: Christian Schiemann Árbitro assistente de vídeo: Massimiliano Irrati Árbitros assistentes de árbitro de vídeo: Paweł Gil Carlos Astroza Paolo Valeri |

### Uruguai vs. França
| 6 de julho    | Uruguai | 0 – 2     | França                     | Estádio de Níjni Novgorod, Níjni Novgorod  |
| 17:00 (UTC+3) |         | Relatório | Varane 40' · Griezmann 61' | Público: 43 319 Árbitro: ARG Néstor Pitana |

| Uruguai | França |

| G              | 1  | Fernando Muslera       |     |     |
| LD             | 22 | Martín Cáceres         |     |     |
| Z              | 2  | José Giménez           |     |     |
| Z              | 3  | Diego Godín            |     |     |
| LE             | 17 | Diego Laxalt           |     |     |
| M              | 8  | Nahitan Nández         |     | 73' |
| V              | 14 | Lucas Torreira         |     |     |
| V              | 15 | Matías Vecino          |     |     |
| M              | 6  | Rodrigo Bentancur      | 38' | 59' |
| A              | 9  | Luis Suárez            |     |     |
| A              | 11 | Cristhian Stuani       |     | 59' |
| Substituições: |    |                        |     |     |
| A              | 18 | Maxi Gómez             |     | 59' |
| M              | 7  | Cristian Rodríguez     | 69' | 59' |
| A              | 20 | Jonathan Urretaviscaya |     | 73' |
| Treinador:     |    |                        |     |     |
| Óscar Tabárez  |    |                        |     |     |

| G                | 1  | Hugo Lloris       |     |       |
| LD               | 2  | Benjamin Pavard   |     |       |
| Z                | 4  | Raphaël Varane    |     |       |
| Z                | 5  | Samuel Umtiti     |     |       |
| LE               | 21 | Lucas Hernández   | 33' |       |
| V                | 6  | Paul Pogba        |     |       |
| V                | 13 | N'Golo Kanté      |     |       |
| A                | 10 | Kylian Mbappé     | 69' | 88'   |
| A                | 7  | Antoine Griezmann |     | 90+3' |
| M                | 12 | Corentin Tolisso  |     | 80'   |
| A                | 9  | Olivier Giroud    |     |       |
| Substituições:   |    |                   |     |       |
| M                | 15 | Steven N'Zonzi    |     | 80'   |
| A                | 11 | Ousmane Dembélé   |     | 88'   |
| A                | 18 | Nabil Fekir       |     | 90+3' |
| Treinador:       |    |                   |     |       |
| Didier Deschamps |    |                   |     |       |

| Homem do Jogo: Antoine Griezmann Bandeirinhas: Hernán Maidana Juan Pablo Bellati Quarto árbitro: Alireza Faghani Quinto árbitro: Reza Sokhandan Árbitro assistente de vídeo: Massimiliano Irrati Árbitros assistentes de árbitro de vídeo: Mauro Vigliano Carlos Astroza Paolo Valeri |

### França vs. Bélgica
| 10 de julho   | França     | 1 – 0     | Bélgica | Estádio Krestovsky, São Petersburgo       |
| 21:00 (UTC+3) | Umtiti 51' | Relatório |         | Público: 64 286 Árbitro: URU Andrés Cunha |

| França | Bélgica |

| G                | 1  | Hugo Lloris       |       |     |
| LD               | 2  | Benjamin Pavard   |       |     |
| Z                | 4  | Raphaël Varane    |       |     |
| Z                | 5  | Samuel Umtiti     |       |     |
| LE               | 21 | Lucas Hernández   |       |     |
| V                | 6  | Paul Pogba        |       |     |
| V                | 13 | N'Golo Kanté      | 87'   |     |
| A                | 10 | Kylian Mbappé     | 90+3' |     |
| A                | 7  | Antoine Griezmann |       |     |
| A                | 14 | Blaise Matuidi    |       | 86' |
| A                | 9  | Olivier Giroud    |       | 85' |
| Substituições:   |    |                   |       |     |
| M                | 15 | Steven N'Zonzi    |       | 85' |
| M                | 12 | Corentin Tolisso  |       | 86' |
| Treinador:       |    |                   |       |     |
| Didier Deschamps |    |                   |       |     |

| G                | 1  | Thibaut Courtois  |       |       |
| Z                | 2  | Toby Alderweireld | 71'   |       |
| Z                | 4  | Vincent Kompany   |       |       |
| Z                | 5  | Jan Vertonghen    | 90+4' |       |
| M                | 6  | Axel Witsel       |       |       |
| V                | 19 | Mousa Dembélé     |       | 60'   |
| V                | 8  | Marouane Fellaini |       | 80'   |
| M                | 22 | Nacer Chadli      |       | 90+1' |
| M                | 7  | Kevin De Bruyne   |       |       |
| A                | 9  | Romelu Lukaku     |       |       |
| A                | 10 | Eden Hazard       | 63'   |       |
| Substituições:   |    |                   |       |       |
| A                | 14 | Dries Mertens     |       | 60'   |
| M                | 11 | Yannick Carrasco  |       | 80'   |
| A                | 21 | Michy Batshuayi   |       | 90+1' |
| Treinador:       |    |                   |       |       |
| Roberto Martínez |    |                   |       |       |

| Homem do Jogo: Samuel Umtiti Bandeirinhas: Nicolás Tarán Mauricio Espinosa Quarto árbitro: César Arturo Ramos Quinto árbitro: Marvin Torrentera Árbitro assistente de vídeo: Massimiliano Irrati Árbitros assistentes de árbitro de vídeo: Mauro Vigliano Roberto Díaz Pérez Paolo Valeri |

### França vs. Croácia (final)
| 15 de julho   | França                                                              | 4 – 2     | Croácia                     | Estádio Lujniki, Moscou                    |
| 18:00 (UTC+3) | Mandžukić 18' (g.c.) · Griezmann 38' (pen) · Pogba 59' · Mbappé 65' | Relatório | Perišić 28' · Mandžukić 69' | Público: 78 011 Árbitro: ARG Néstor Pitana |

| França | Croácia |

| G                | 1  | Hugo Lloris       |     |     |
| LD               | 2  | Benjamin Pavard   |     |     |
| Z                | 4  | Raphaël Varane    |     |     |
| Z                | 5  | Samuel Umtiti     |     |     |
| LE               | 21 | Lucas Hernández   | 41' |     |
| V                | 6  | Paul Pogba        |     |     |
| V                | 13 | N'Golo Kanté      | 27' | 65' |
| A                | 14 | Blaise Matuidi    |     | 73' |
| A                | 7  | Antoine Griezmann |     |     |
| A                | 10 | Kylian Mbappé     |     |     |
| A                | 9  | Olivier Giroud    |     | 81' |
| Substituições:   |    |                   |     |     |
| M                | 12 | Corentin Tolisso  |     | 73' |
| M                | 18 | Nabil Fekir       |     | 81' |
| M                | 15 | Steven N'Zonzi    |     | 55' |
| Treinador:       |    |                   |     |     |
| Didier Deschamps |    |                   |     |     |

| G              | 23 | Danijel Subašić  |       |     |
| LD             | 2  | Šime Vrsaljko    | 90+2' |     |
| Z              | 6  | Dejan Lovren     |       |     |
| Z              | 21 | Domagoj Vida     |       |     |
| LE             | 3  | Ivan Strinić     |       | 81' |
| M              | 4  | Ivan Perišić     |       |     |
| V              | 7  | Ivan Rakitić     |       |     |
| V              | 11 | Marcelo Brozović |       |     |
| M              | 18 | Ante Rebić       |       | 71' |
| M              | 10 | Luka Modrić      |       |     |
| A              | 17 | Mario Mandžukić  |       |     |
| Substituições: |    |                  |       |     |
| A              | 9  | Andrej Kramarić  |       | 71' |
| A              | 18 | Marko Pjaca      |       | 81' |
| Treinador:     |    |                  |       |     |
| Zlatko Dalić   |    |                  |       |     |

| Homem do Jogo: Antoine Griezmann Bandeirinhas: Hérnan Maidana Juan Pablo Bellati Quarto árbitro: Björn Kuipers Quinto árbitro: Erwin Zeinstra Árbitro assistente de vídeo: Massimiliano Irrati Árbitros assistentes de árbitro de vídeo: Mauro Vigliano Carlos Astroza Danny Makkelie |